# Mogrenda
Mogrenda este o localitate din comuna Eid, provincia Sogn og Fjordane, Norvegia, cu o suprafață de 0,26 km² și o populație de 308 locuitori (2013).